# Маттек-Сандс, Бетани
Бе́тани Ма́ттек-Сандс (англ. Bethanie Mattek-Sands; родилась 23 марта 1985 года в Рочестере, США) — американская теннисистка; победительница Олимпийских игр 2016 года в смешанном парном разряде (с Джеком Соком); победительница девяти турниров Большого шлема (из них пять в парном разряде и четыре в миксте); финалистка трёх турниров Большого шлема (из них один в парном разряде и два в миксте); победительница 30 турниров WTA в парном разряде; бывшая первая ракетка мира в парном разряде; двукратная финалистка Кубка Федерации (2009-10) и обладательница Кубка Хопмана (2011) в составе национальной сборной США; бывшая пятая ракетка мира в юниорском парном рейтинге; победительница одиночного турнира Les Petits As (1999) и парного турнира Orange Bowl (1999); финалистка одного юниорского турнира Большого шлема в парном разряде (Уимблдон-2001).

## Общая информация
Бетани — одна из четырёх детей Тима и Хейди Маттеков; её братьев зовут Чад и Эндрю, а сестру — Элисон.
29 ноября 2009 года американка вышла замуж за Джастина Сандса, скорректировав свою фамилию.
Бетани начала играть в теннис в пять лет, любимое покрытие — хард.

## Спортивная карьера

### Начало карьеры

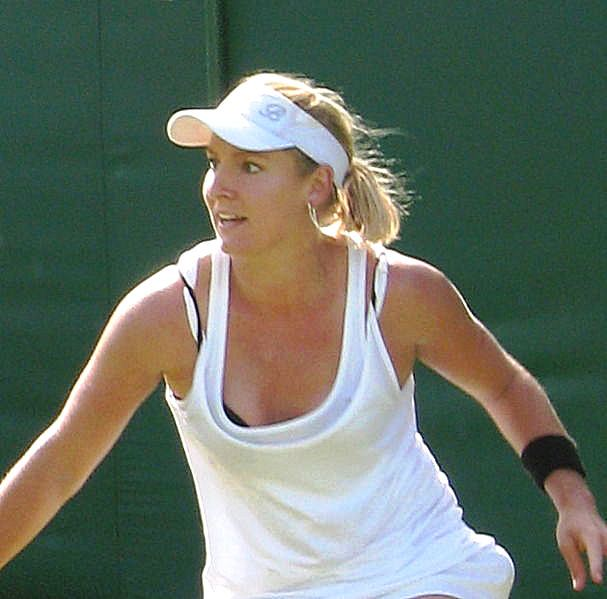
Маттек на Уимблдонском турнире 2008 года

Профессиональную карьеру Бетани начинает в 1999 году. Первым турниром WTA-тура, где она сыграла во основной сетке становится Амелия-Айленд в апреле 2001 года. В первом матче на таком уровне Маттек проиграла соотечественнице Джилл Крейбас 6-4, 1-6, 3-6. В сентябре того же года 16-летняя американка дебютировала на турнирах из серии Большого шлема в розыгрыше Открытого чемпионата США и первую свою встречу она проиграла Алисии Молик. Вернувшись на Открытый чемпионат США через год и пройдя квалификационный отбор к турниру, Бетани в первом раунде встретилась с именитой землячкой Дженнифер Каприати и уступила ей в сухую 0-6, 0-6.
В январе 2003 года она выиграла первый титул на турнирах ITF, победив на одиночных и парных соревнованиях 50-тысячника в Фаллертауне. На Открытом чемпионате США 2003 года Маттек в стартовом мачте уступила Натали Деши. В июле 2004 года она берёт титул на 50-тысячнике в Скенектади. В августе того же года у американки получилось взять первый трофей на турнирах WTA в парных соревнованиях. Произошло это событие в Ванкувере, где она разделила успех с Абигейл Спирс. На Открытом чемпионате США Бетани вновь проиграла в первом раунде, на этот раз Ивете Бенешовой.
В июле 2005 года Маттек неплохо выступила на турнире в Цинциннати, куда она попала через квалификацию. по ходу турнира она смогла выиграть у Марион Бартоли, Камиль Пен и Елены Янкович и оказаться в полуфинале. Выступление на Открытом чемпионате США в пятый раз подряд заканчивается в первом раунде. В конце сезона она выиграла ещё один 50-тысячник ITF. В феврале 2006 года Бетани удаётся выйти в 1/4 финала на турнире в Боготе. На дебютном в основной одиночной сетке Открытом чемпионате Франции она проиграла в первом раунде Флавии Пеннетте. На Уимблдонском турнире в котором она также впервые приняла участие в одиночках в первом раунде Маттек потерпела разгромное поражение от Винус Уильямс. В августе ей удалось выйти в четвертьфинал турнира в Лос-Анджелесе, а на Открытом чемпионате США она опять проигрывает матч первого раунда.
В феврале 2007 года Маттек прошла в четвертьфинал на турнире в Мемфисе. В мае она выиграла трофей на 50-тысячнике ITF в Индиан-Харбор-Бич. На Уимблдонском турнире американка смогла попасть во второй раунд, где её переиграла Светлана Кузнецова. Летом она впервые смогла войти в первою сотню мирового одиночного рейтинга. в июле на турнире в Цинциннати Бетани побеждает в парных соревнованиях, выступая в альянсе с Саней Мирзой. на Открытом чемпионате США она впервые вышла во второй раунд, а в парном женском турнире смогла вместе с Мирзой дойти до четвертьфинала.
В феврале 2008 года совместно с представительницой Чехии Иветой Бенешовой Маттек выиграла парный розыгрыш турнира в Боготе. Следующий парный трофей она выиграла в апреле на турнире в Амелия-Айленд в дуэте с другой чешкой Владимирой Углиржовой. В том же месяце она стала победительницей 75-тысячника ITF в Дотане. На главном грунтовом турнире Открытом чемпионате Франции Маттек смогла через квалификацию пробиться в основные соревнования, где во втором раунде она проигрывает № 1 в мире на тот момент Марии Шараповой. В июне на травяном турнире в Бирмингеме Бетани удаётся выиграть четыре матча подряд и выйти в полуфинал, где она терпит поражении от бельгийской теннисистки Янины Викмайер. На уимблдонском турнире Маттек смогла добиться прогресса и впервые на Большом шлеме вышла в стадию четвёртого раунда, где она не смогла выиграть у Серены Уильямс. В женских парных соревнованиях Уимблдона она с Саней Мирзой попадает в четвертьфинал. В июле Бетани смогла дойти до 1/2 финала турнира в Лос-Анджелесе и в итоге попасть уже в Топ-50. На последнем в сезоне Большом шлеме — Открытом чемпионате США она во втором раунде проигрывает Ализе Корне. После этого она не выступала около двух месяцев и под конец сезона на турнире в Квебеке Маттек смогла выйти в первый в своей карьере одиночный финал WTA. В решающей борьбе за титул она проиграла Надежде Петровой 6-4, 4-6, 1-6.

### 2009—2012 (первая победа на Большом шлеме)

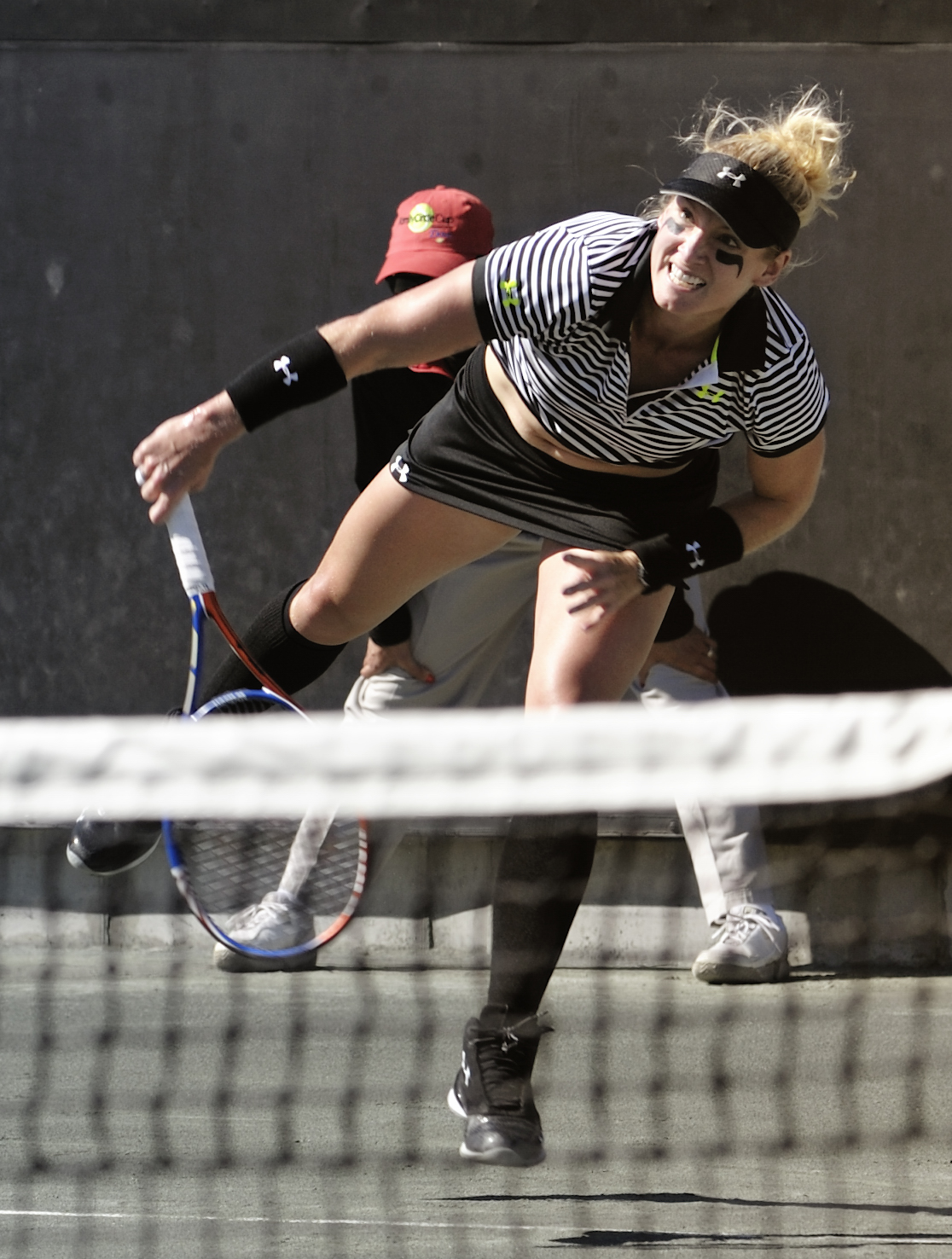
Маттек-Сандс на турнире в Чарлстоне 2011 года

Сезон 2009 года Маттек начинает лишь в марте на турнире в Индиан-Уэлсе. В апреле на грунтовом турнире в Чарлстоне она выиграла парный трофей, выступая в одной команде с Надеждой Петровой. Через две недели их дуэт выигрывает также соревнования в Штутгарте. Ещё один парный приз Бетани выиграла в конце мая на турнире в Варшаве, где она выступила в альянсе с Ракель Копс-Джонс. На Открытом чемпионате Франции в первом раунде Маттек проигрывает Винус Уильямс, а в парном разряде совместно с Надеждой петровой проходит в 1/4 финала. На Уимблдоне на старте она уступила Саманте Стосур. С Винус Уильямс она снова встретилась во втором раунде Открытого чемпионата США и опять проиграла. В парных же соревнованиях вместе с Петровой смогла пройти в четвертьфинал. В сентябре она вышла в 1/4 финала на турнире в Квебеке и после этого досрочно завершила сезон.
В парном розыгрыше Открытого чемпионата Австралии 2010 года Маттек-Сандс выступила с новой партнёршой Янь Цзы и их дуэт смог дойти до четвертьфинала. В апреле Маттек-Сандс и Янь Цзы выиграли совместный парный титул на турнире в Понте-Ведра-Бич. В основную сетку Ролан Гаррос Бетани попадает в качестве Лаки-Лузера и во втором раунде заканчивает свой путь, проиграв Шахар Пеер. На Уимблдонский турнир она уже смогла выиграть квалификацию, но по итогу проиграла уже в первом раунде. В парных же соревнованиях, где она выступала совместно с Лизель Хубер, Бетани осталось в шаге от финала, дойди до полуфинальной стадии. На Открытом чемпионате США во втором раунде американка в борьбе уступает Андрее Петкович 6-3, 3-6, 5-7. В парах она совместно с Меган Шонесси попадает в 1/4 финала. В сентябре в Квебеке Маттек-Сандс вышла во второй в своей карьере одиночный финал WTA. Первый выход в финал также состоялся в Квебеке два года назад. Как и тогда Бетани не смогла выиграть титул, уступив на этот раз Тамире Пашек 6-7(6), 6-2, 5-7.
2011 год Маттек-Сандс начинает с победы на командном турнире Кубок Хопмана. В финале команда США в составе Джон Изнер / Бетани Маттек-Сандс обыграла команду Бельгии в составе Рубен Бемельманс / Жюстин Энен. На турнире в Хобарте ей удаётся выйти в финал, где в борьбе за титул она проигрывает Ярмиле Грот 4-6, 3-6. Это позволяет американке вновь войти в Топ-50 одиночного рейтинга. На Открытом чемпионате Австралии она выбыла в первом раунде, а в парных соревнованиях дошла до четвертьфинала в женском розыгрыше и до полуфинала в миксте. В феврале американская теннисистка вышла в 1/2 финала на турнире серии «премьер» в Париже. Там же она побеждает в парном разряде, сыграв на турнире в партнёрстве с Меган Шонесси. В марте на престижном турнире в Индиан-Уэлсе Маттек-Сандс и Шонесси смогли выйти в парный финал. Такого же результата они добились на турнире в Чарлстоне. На турнире в Мадриде Бетани удалось обыграть Ану Иванович, Ваню Кинг и Франческу Скьявоне и выйти таким образом в четвертьфинал. на этой стадии она проигрывает китаянке Ли На со счётом 4-6, 6-3, 4-6. На Открытом чемпионате Франции Маттек-Сандс выходит в третий раунд, где её останавливает Елена Янкович. В июне она сыграла в 1/4 финала в Копенгагене, а на Уимблдонском турнире выбыла в первом раунде. До конца сезона она ещё сыграла только на Открытом чемпионате США, где также не преодолела стартовый раунд.
В январе 2012 года на Открытом чемпионате Австралии Маттек-Сандс удалось выиграть первый в карьере Большой шлем. Произошло это в миксте, где она выступила в одной команде с Хорией Текэу. В одиночном разряде того турнира она в первом раунде проиграла Агнешке Радваньской.
Результаты матчей
| Раунд      | Соперники                        | Посев | Счёт            |
| ---------- | -------------------------------- | ----- | --------------- |
| 1 раунд    | Луция Градецкая Франтишек Чермак |       | 4-6 6-3 [10-6]  |
| 2 раунд    | Ярослава Шведова Энди Рам        |       | 6-4 7-6(2)      |
| 1/4 финала | Ярмила Гайдошова Бруно Соарес    | WC    | 4-6 6-1 [13-11] |
| 1/2 финала | Саня Мирза Махеш Бхупати         | 6     | 6-3 6-3         |
| Финал      | Елена Веснина Леандер Паес       | 5     | 6-3 5-7 [10-3]  |

В мае 2012 года при помощи Сани Мирзы на турнире в Брюсселе она смогла завоевать 10-й парный титул WTA в своей профессиональной карьере. На Открытом чемпионате Франции в первом раунде Бетани смогла выиграть у Сабины Лисицки, а во втором проиграла Слоан Стивенс. На Открытом чемпионате США жребий вновь сводит её с Винус Уильямс, которой она в очередной раз и проигрывает. В октябре, пройдя квалификацию к турниру в Линце, Маттек-Сандс в итоге проходит в стадию 1/4 финала.

### 2013—2015 (титулы в Австралии и Франции)

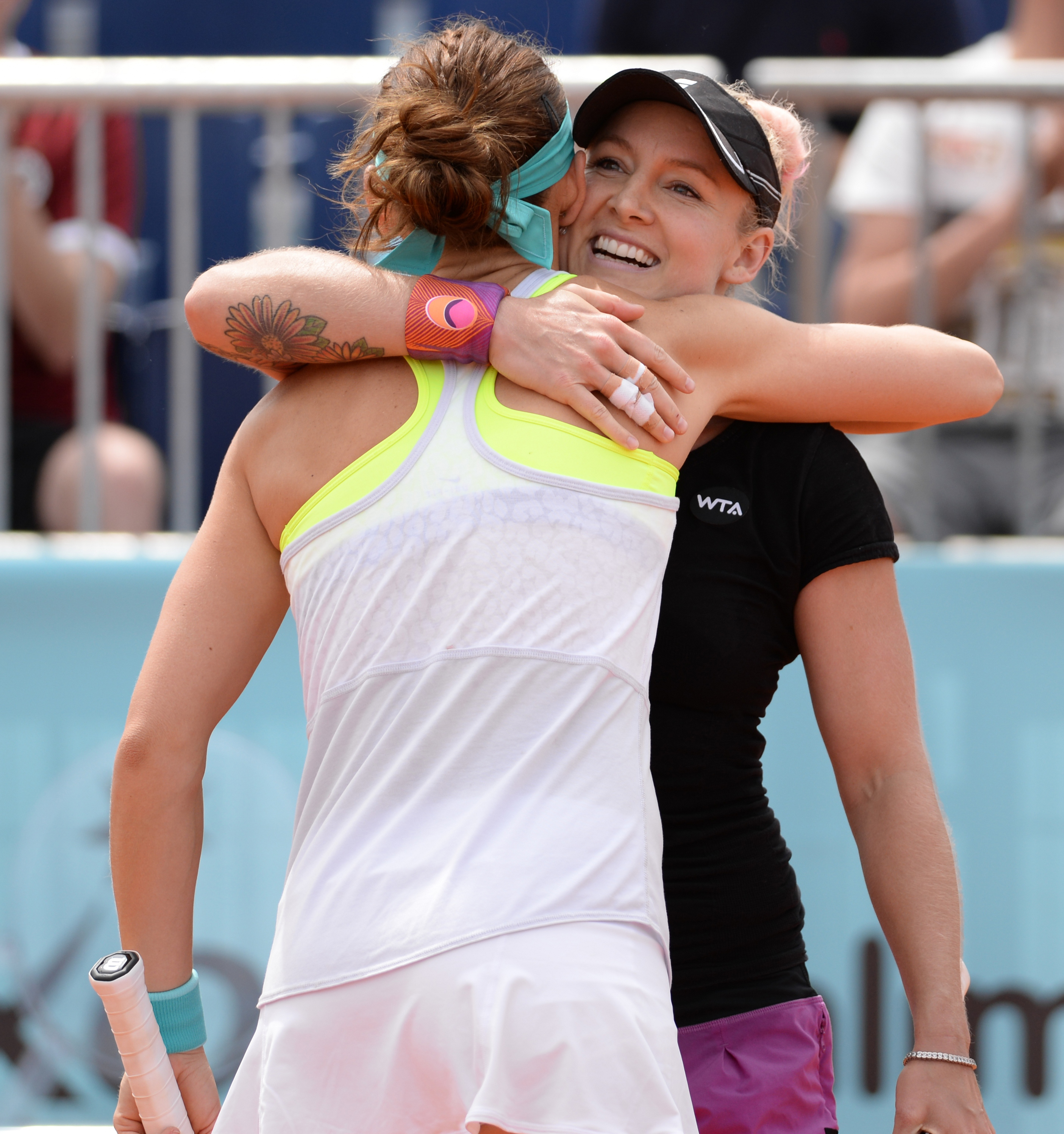
Маттек-Сандс с Луцией Шафаржовой на турнире в Мадриде 2015 года

В январе 2013 года Маттек-Сандс и Мирза выиграли парный трофей турнира в Брисбене. В феврале их дуэт победил на парных соревнованиях турнира в Дубае. После этого турнира Бетани приняла участие в соревнованиях, проходивших в Куала-Лумпуре. На этом турнире ей удалось выйти в финал, где Бетани проиграла Каролине Плишковой 6-1 5-7 3-6. В апреле на грунтовом турнире в Штутгарте, куда американке пришлось пробиваться через квалификацию, она смогла выйти в полуфинал, обыграв в том числе теннисистку из Топ-10 Сару Эррани 6-0, 4-6, 6-1. В четвертьфинале она прошла Сабину Лисицки, а в полуфинале уступила Ли На. После турнира Маттек-Сандс в очередной раз вернулась в первую сотню одиночного рейтинга. У Ли На она берёт реванш в матче второго раунда Открытого чемпионата Франции, обыграв шестую сеяную на турнире китайскую спортсменку со счётом 5-7, 6-3, 6-2. В итоге она прошла до четвёртого раунда. где уступила россиянке Марии Кириленко. На Уимблдонском турнире уже в первом раунде Бетани выбыла, уступив Анжелике Кербер. На Открытом чемпионате США теперь на стадии второго раунда она терпит поражение от Екатерины Макаровой. По итогам сезона впервые с 2008 года она заканчивает в Топ-50, заняв 47-е место.
В январе 2014 года Маттек-Сандс вышла в 1/4 финала на турнире в Сиднее. На Открытом чемпионате Австралии уже в первом раунде ей в соперницы досталась Мария Шарапова, которая обыграла американку 3-6, 4-6. В марте после поражения в первом раунде на турнире в Майами Бетани пропускает большую часть сезона из-за операции на бедре. Возвращение на корт состоялось уже в сентябре на турнире в Ухане.
В начале 2015 года Маттек-Сандс в партнёрстве с Мирзой выигрывает парный титул турнира в Сиднее. На Открытом чемпионате Австралии её результатом стал выход в третий раунл, где Бетани проиграла Симоне Халеп. В парных соревнованиях она выступила с чешской теннисисткой Луцией Шафаржовой и их альянс оказывается успешным. Маттек-Сандс и Шафаржова с ходу смогли выиграть турнир серии Большого шлема, переиграв на пути к чемпионскому титулу пять сеяных пар.
Следующий парный трофей дуэт Маттек-Сандс / Шафаржова выигрывает на турнире в Штутгарте, которой проводился в апреле на грунтовых кортах. На Открытом чемпионате Франции они вновь смогли обыграть всех соперниц и выиграть второй подряд Большой шлем. Также на кортах Ролан Гаррос Маттек-Сандс выиграл и соревнования в Миксте, выступив на них совместно с Майком Брайаном. В одиночных соревнованиях того турнира Бетани выбыла в первом раунде. Выступление на Открытом чемпионате Франции позволило американке подняться в парном рейтинге с 19-го на 6-е место.
Результаты матчей
| Раунд      | Соперники                                | Посев | Счёт           |
| ---------- | ---------------------------------------- | ----- | -------------- |
| 1 раунд    | Эжени Бушар Максим Мирный                |       | 6-1 6-4        |
| 2 раунд    | Элина Свитолина Джейми Маррей            |       | 6-3 6-3        |
| 1/4 финала | Анастасия Родионова Айсам-уль-Хак Куреши |       | 6-0 7-6(3)     |
| 1/2 финала | Катарина Среботник Хория Текэу           |       | 4-6 6-3 [10-8] |
| Финал      | Луция Градецкая Марцин Матковский        |       | 7-6(3) 6-1     |

На Уимблдонском турнире Маттек-Сандс обыграла Алисон ван Эйтванк и Ану Иванович, а в третьем раунде проиграла Белинде Бенчич. В женских парных соревнованиях она проходит в четвертьфинал (с Шафаржовой), а в миксте в полуфинал (с Майком Брайаном). В конце июля Бетани смогла выйти в 1/2 финала на турнире во Флорианополисе и тем самым возвращает себе позицию в Топ-100 одиночного рейтинга. В августе Маттек-Сандс и Шафаржова выиграли совместный титул парного розыгрыша турнира в Торонто. На Открытом чемпионате США Бетани в третьем раунде попала на Серену Уильямс и проиграла более именитой сопернице, сумев выиграть первый сет 6-3, 5-7, 0-6. На соревнованиях в Миксте в паре с Сэмом Куэрри она смогла достигнуть финала, но их дуэт проиграл Мартине Хингис и Леандеру Паесу. В октябре на турнире в Пекине Маттек-Сандс выходит в четвертьфинал. В конце сезона в альянсе с Шафаржовой она приняла участие в Итоговом чемпионате WTA в парном разряде. На групповой стадии они смогли выиграть только одну встречу при двух поражениях и не вышли в полуфинал. По итогам сезона 2015 года Маттек-Сандс заняла 61-е место в одиночном рейтинге, а в парном смогла закончить на 3-й строчке.

### 2016—2017 (золото Олимпиады в миксте, № 1 в парном рейтинге, три Больших шлема и травма)
На Открытом чемпионате Австралии 2016 года Маттек-Сандс выбывает в первом раунде, проиграв Денисе Аллертовой. в парном разряде она не защищала свой прошлогодний титул с Луцией Шафаржовой, но приняла участие в паре с Сабины Лисицки и проиграла во втором раунде. В марте она выиграла парный титул на престижном турнире в Индиан-Уэлсе, где она сыграла в одной команде с Коко Вандевеге. Воссоединившись с Шафаржовой она берёт второй подряд парный трофей на турнире в Майами. На Открытом чемпионате Франции в первом раунде Бетани проиграла румынке Ирине-Камелии Бегу, а на Уимблдонском турнире на этой же стадии проигрывает своей партнёрше по парным успехам Луции Шафаржовой. В августе она принимает участие в первой в своей карьере Олимпиаде, которая проводилась в Рио-де-Жанейро. В женском парном турнире в паре с Вандевеге проигрывает на стадии второго раунда. В соревнованиях в смешанном парном разряде Маттек-Сандс ждал триумф. Она в дуэте с Джеком Соком становится Олимпийской чемпионкой.
Результаты матчей
| Раунд      | Соперники                      | Посев | Счёт              |
| ---------- | ------------------------------ | ----- | ----------------- |
| 1 раунд    | Йоханна Конта Джейми Маррей    |       | 6-4 6-3           |
| 1/4 финала | Тельяна Перейра Марсело Мело   | IP    | 6-4 6-4           |
| 1/2 финала | Луция Градецкая Радек Штепанек | IP    | 6-4 7-6(3)        |
| Финал      | Винус Уильямс Раджив Рам       | IP    | 6-7(3) 6-1 [10-7] |

После Олимпиады её ждал ещё один триумф. Маттек-Сандс и Шафаржова смогли выиграть парный титул Большого шлема на Открытом чемпионате США. Таким образом их дуэту для того, чтобы выиграть в парах «карьерный Большой шлем» (победить на всех четырёх шлемах в разные года) не хватает только победы на Уимблдоне. Осенью Маттек-Сандс и Шафаржова выиграли ещё два совместных титулах в парном разряде — на турнирах в Ухане и Пекине. В октябре Бетани смогла выйти в четвертьфинал в одиночках на турнире в Гонконге. В завершении сезона они сыграли на Итоговом турнире, где дошли до финала, но проиграли олимпийским чемпионкам Рио-де-Жанейро Елене Весниной и Екатерине Макаровой — 6-7(5), 3-6.
Сезон 2017 гола в парном разряде начался очень успешно для Маттек-Сандс вместе с Мирзой она выиграла турнир в Брисбене, где в финале были обыграны Веснина и Макарова — 6-2, 6-3. Эта победа позволила американке впервые подняться на первое место в мировом парном рейтинге. Далее Бетани вернулась в пару к постоянной партнёрше Шафаржовой, и вместе они стали победительницами Открытый чемпионат Австралии. Они взяли уже четвёртый совместный титул Большого шлема, обыграв в решающем матче Андрею Главачкову и Пэн Шуай со счётом 6-7(4), 6-3, 6-3. Затем Бетани вместе с Шелби Роджерс помогла сборной США в Кубке Федерации в матче против Германии. Далее последовал полуфинал Премьер-турнира в Индиан-Уэлсе, где она с Шафаржовой проиграла Мартине Хингис и Чжань Юнжань — 6-7(7), 5-7. На престижном турнире в Майами Маттек-Сандс смогла в одиночном разряде пройти в четвёртый раунд и обыграть достаточно сильных соперниц (Синякову, Павлюченкову и Свитолину).
В апреле пара Маттек-Сандс и Шафаржова победила на грунте в Чарлстоне. В финале была одержана победа над парой Луция Градецкая и Катерина Синякова. Несмотря на неудачные выступления на Премьер-турнирах в Мадриде и Риме, окончившихся поражениями на старте, Маттек-Сандс и Шафаржова выиграли Открытый чемпионат Франции, разгромив в финале австралийских теннисисток Эшли Барти и Кейси Деллаква — 6-2, 6-1. Это третий Большой шлем для них подряд. В одиночном разряде на Ролан Гаррос Маттек-Сандс смогла пройти квалификацию и доиграть до третьего раунда, одержав победу над Петрой Квитовой.
На Уимблдоне Маттек-Сандс и Шафаржова могли оформить «некалендарный Большой шлем», выиграв все четыре соревнования серии подряд. Но добиться этого было не суждено, из-за тяжелейшей травмы колена, полученной в одиночном матче против Сораны Кирстя получила тяжелейшую травму колена. Она выбыла из строя на долгий срок и больше не выступила в сезоне. Из-за этого она лишилась в августе звания первой ракетки мира в парном теннисе.

### 2018—2021 (возвращение после травмы, два Больших шлема в миксте)

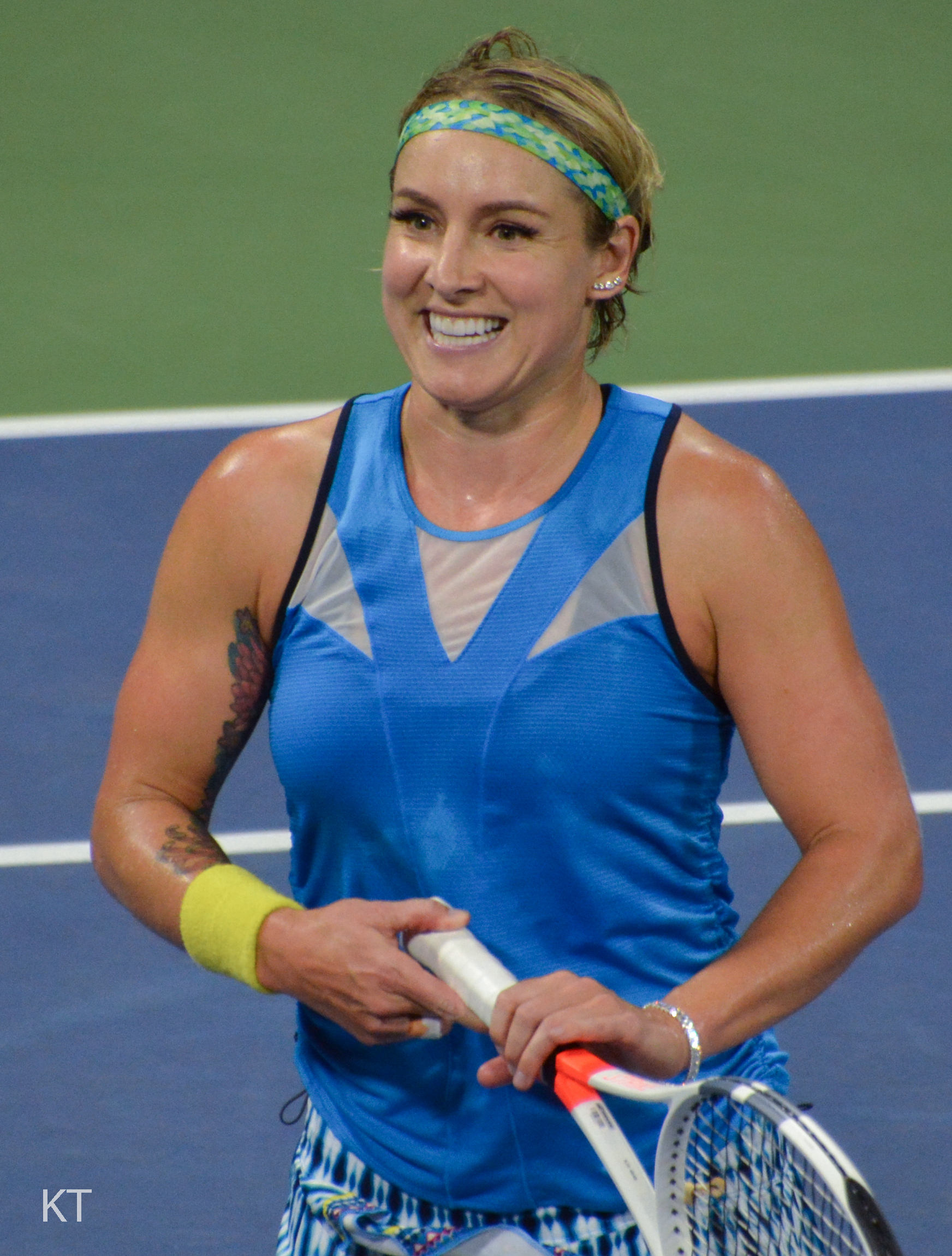
Маттек-Сандс на Открытом чемпионате США 2018 года

Бетани вернулась на корт в марте. Она играла с разными партнёршами в парном разряде, чаще всего с Латишей Чан, но не добилась значимых успехов. На Уимблдоне знаменитая пара с Шафаржовой воссоединилась и Маттек-Сандс добилась самого значимого успеха в сезоне — четвертьфинала турнира Большого Шлема. По ходу турнира они обыграли сильную пару Главачковой и Стрыцовой — 2-6, 7-6(7), 6-4. В четвертьфинале они проиграли Габриэле Дабровски и Сюй Ифань — 7-5, 4-6, 2-6. В дальнейших выступлениях в парном разряде Бетани не проходила дальше второго круга. Однако в смешанном разряде она выиграла Открытый чемпионат США вместе с Джейми Марреем.
Маттек-Сандс неудачно начала сезон 2019 года, а затем после Открытого чемпионата Австралии получила очередную травму и вернулась на корт только в июне. Возвращение получилось удачным: финал в Истборне и четвертьфинал на Уимблдоне вместе с Кирстен Флипкенс. Затем с Коко Вандевеге она вышла в полуфинал Цинциннати. Однако выступление на Открытом чемпионате США сложилось намного хуже — неожиданное поражение в первом раунде от польских теннисисток Магды Линетт и Иги Свёнтек. При этом удался турнир в смешанном разряде, где второй год подряд она выиграла турнир вместе с Джейми Марреем. В начале октября в паре с молодой соотечественницей Софией Кенин она выиграла Премьер-турнир высшей категории в Пекине. Затем она с Флипкенс вышла в финал Кубка Кремля в Москве.
На Открытом чемпионате Австралии 2020 года Матек-Сандс смогла с Джейми Марреем дойти до финала в миксте. В октябре на Ролан Гаррос она дошла до 1/4 финала в женских парах совместно с Софией Кенин. На следующий год на Ролан Гаррос она выступила в команде с Игой Свёнтек и смогла выйти в финал, в котором они проиграли Барборе Крейчиковой и Катерине Синяковой — 4-6, 2-6. Летом на Олимпиаде в Токио с Джессикой Пегулой доиграла до четвертьфинала, а в миксте с Радживом Рамом проиграла на старте.

## Итоговое место в рейтинге WTA по годам
| Год  | Одиночный рейтинг | Парный рейтинг |
| 2024 | —                 | 20             |
| 2023 | 1174              | 51             |
| 2021 | 367               | 15             |
| 2020 | 337               | 20             |
| 2019 | 398               | 24             |
| 2018 | 370               | 65             |
| 2017 | 121               | 8              |
| 2016 | 175               | 5              |
| 2015 | 61                | 3              |
| 2014 | 175               | 268            |
| 2013 | 47                | 36             |
| 2012 | 173               | 35             |
| 2011 | 55                | 17             |
| 2010 | 59                | 17             |
| 2009 | 152               | 17             |
| 2008 | 39                | 26             |
| 2007 | 112               | 36             |
| 2006 | 104               | 47             |
| 2005 | 171               | 120            |
| 2004 | 166               | 106            |
| 2003 | 135               | 106            |
| 2002 | 270               | 533            |
| 2001 | 336               | 529            |

## Выступления на турнирах

### Финалы турнировWTAв одиночном разряде (4)

#### Поражения (4)
| Легенда: До 2009 года           | Легенда: С 2009 года                         |
| ------------------------------- | -------------------------------------------- |
| Турниры Большого шлема (0+5+3)* |                                              |
| Олимпиада (0+0+1)               |                                              |
| Итоговый турнир WTA (0)         |                                              |
| 1-я категория (0)               | Premier Mandatory / WTA 1000 Mandatory (0+4) |
| 2-я категория (0+1)             | Premier 5 / WTA 1000 (0+3)                   |
| 3-я категория (0+2)             | Premier / WTA 500 (0+12)                     |
| 4-я категория (0)               | International / WTA 250 (0+2)                |
| 5-я категория (0+1)             | International / WTA 250 (0+2)                |

| Титулы по покрытиям | Титулы по месту проведения матчей турнира |
| ------------------- | ----------------------------------------- |
| Хард (0+19+3)*      | Зал (0+3)                                 |
| Грунт (0+11+1)      | Зал (0+3)                                 |
| Трава (0)           | Открытый воздух (0+27+4)                  |
| Ковёр (0)           | Открытый воздух (0+27+4)                  |

* количество побед в одиночном разряде + количество побед в парном разряде + количество побед в миксте.
| №  | Дата             | Турнир                 | Покрытие   | Соперница в финале | Счёт           |
| 1. | 2 ноября 2008    | Квебек, Канада         | Хард (зал) | Надежда Петрова    | 6-4 4-6 1-6    |
| 2. | 19 сентября 2010 | Квебек, Канада (2)     | Хард (зал) | Тамира Пашек       | 6-7(6) 6-2 5-7 |
| 3. | 15 января 2011   | Хобарт, Австралия      | Хард       | Ярмила Грот        | 4-6 3-6        |
| 4. | 3 марта 2013     | Куала-Лумпур, Малайзия | Хард       | Каролина Плишкова  | 6-1 5-7 3-6    |

### Финалы турнировITFв одиночном разряде (9)

#### Победы (5)
| Легенда:         |
| ---------------- |
| 100.000 USD (0)* |
| 75.000 USD (1)   |
| 50.000 USD (4+2) |
| 25.000 USD (0+1) |
| 10.000 USD (0)   |

| Титулы по покрытиям | Титулы по месту проведения матчей турнира |
| ------------------- | ----------------------------------------- |
| Хард (2+2)*         | Зал (0)                                   |
| Грунт (3+1)         | Зал (0)                                   |
| Трава (0)           | Открытый воздух (5+3)                     |
| Ковёр (0)           | Открытый воздух (5+3)                     |

* количество побед в одиночном разряде + количество побед в парном разряде.
| №  | Дата           | Турнир                 | Покрытие | Соперница в финале | Счёт        |
| 1. | 26 января 2003 | Фаллертаун, США        | Грунт    | Седа Норландер     | 6-4 3-6 6-4 |
| 2. | 25 июля 2004   | Скенектади, США        | Хард     | Морин Дрейк        | 6-3 6-1     |
| 3. | 4 декабря 2005 | Палма-Бич-Гарденс, США | Грунт    | Мелинда Цинк       | 4-6 6-4 6-4 |
| 4. | 13 мая 2007    | Индиан-Харбор-Бич, США | Грунт    | Ольга Говорцова    | 7-5 1-6 6-1 |
| 5. | 27 апреля 2008 | Дотан, США             | Грунт    | Варвара Лепченко   | 6-2 7-6(3)  |

#### Поражения (4)
| №  | Дата            | Турнир                 | Покрытие | Соперница в финале   | Счёт        |
| 1. | 8 декабря 2002  | Бойнтон-Бич, США       | Грунт    | Юлия Вакуленко       | 4-6 0-6     |
| 2. | 20 июля 2003    | Ойстер-Бей, США        | Хард     | Анна-Лена Грёнефельд | 3-6 0-6     |
| 3. | 22 октября 2006 | Хьюстон, США           | Хард     | Агнеш Савай          | 6-2 4-6 1-6 |
| 4. | 11 мая 2008     | Индиан-Харбор-Бич, США | Грунт    | Янина Викмайер       | 4-6 6-7(5)  |

### Финалы турниров Большого шлема в парном разряде (6)

#### Победы (5)
| №  | Год  | Турнир                           | Покрытие | Партнёрша       | Соперницы в финале                 | Счёт           |
| 1. | 2015 | Открытый чемпионат Австралии     | Хард     | Луция Шафаржова | Чжань Юнжань Чжэн Цзе              | 6-4 7-6(5)     |
| 2. | 2015 | Открытый чемпионат Франции       | Грунт    | Луция Шафаржова | Кейси Деллакква Ярослава Шведова   | 3-6 6-4 6-2    |
| 3. | 2016 | Открытый чемпионат США           | Хард     | Луция Шафаржова | Каролин Гарсия Кристина Младенович | 2-6 7-6(5) 6-4 |
| 4. | 2017 | Открытый чемпионат Австралии (2) | Хард     | Луция Шафаржова | Андреа Главачкова Пэн Шуай         | 6-7(4) 6-3 6-3 |
| 5. | 2017 | Открытый чемпионат Франции (2)   | Грунт    | Луция Шафаржова | Эшли Барти Кейси Деллакква         | 6-2 6-1        |

#### Поражения (1)
| №  | Год  | Турнир                     | Покрытие | Партнёрша   | Соперницы в финале                   | Счёт    |
| 1. | 2021 | Открытый чемпионат Франции | Грунт    | Ига Свёнтек | Барбора Крейчикова Катерина Синякова | 4-6 2-6 |

### Финалы Итогового турнираWTAв парном разряде (1)

#### Поражения (1)
| №  | Год  | Место    | Покрытие   | Партнёрша       | Соперницы в финале               | Счёт       |
| 1. | 2016 | Сингапур | Хард (зал) | Луция Шафаржова | Елена Веснина Екатерина Макарова | 6-7(5) 3-6 |

### Финалы турнировWTAв парном разряде (49)

#### Победы (30)
| №   | Дата             | Турнир                           | Покрытие    | Партнёрша           | Соперницы в финале                  | Счёт              |
| 1.  | 15 августа 2004  | Ванкувер, Канада                 | Хард        | Абигейл Спирс       | Анна-Лена Грёнефельд Элс Калленс    | 6-3 6-3           |
| 2.  | 22 июля 2007     | Цинциннати, США                  | Хард        | Саня Мирза          | Алина Жидкова Татьяна Пучек         | 7-6(4) 7-5        |
| 3.  | 23 февраля 2008  | Богота, Колумбия                 | Грунт       | Ивета Бенешова      | Елена Костанич-Тошич Мартина Мюллер | 6-3 6-3           |
| 4.  | 13 апреля 2008   | Амелия-Айленд, США               | Грунт       | Владимира Углиржова | Виктория Азаренко Елена Веснина     | 6-3 6-1           |
| 5.  | 19 апреля 2009   | Чарлстон, США                    | Грунт       | Надежда Петрова     | Лига Декмейере Патти Шнидер         | 6-7(5) 6-2 [11-9] |
| 6.  | 3 мая 2009       | Штутгарт, Германия               | Грунт (зал) | Надежда Петрова     | Хисела Дулко Флавия Пеннетта        | 5-7 6-3 [10-7]    |
| 7.  | 23 мая 2009      | Варшава, Польша                  | Грунт       | Ракель Копс-Джонс   | Чжэн Цзе Янь Цзы                    | 6-1 6-1           |
| 8.  | 11 апреля 2010   | Понте-Ведра-Бич, США             | Грунт       | Янь Цзы             | Пэн Шуай Чжуан Цзяжун               | 4-6 6-4 [10-8]    |
| 9.  | 13 февраля 2011  | Париж, Франция                   | Хард (зал)  | Меганн Шонесси      | Вера Душевина Екатерина Макарова    | 6-4 6-2           |
| 10. | 26 мая 2012      | Брюссель, Бельгия                | Грунт       | Саня Мирза          | Алиция Росольская Чжэн Цзе          | 6-3 6-2           |
| 11. | 5 января 2013    | Брисбен, Австралия               | Хард        | Саня Мирза          | Анна-Лена Грёнефельд Квета Пешке    | 4-6 6-4 [10-7]    |
| 12. | 23 февраля 2013  | Дубай, ОАЭ                       | Хард        | Саня Мирза          | Надежда Петрова Катарина Среботник  | 6-4 2-6 [10-7]    |
| 13. | 16 января 2015   | Сидней, Австралия                | Хард        | Саня Мирза          | Ракель Копс-Джонс Абигейл Спирс     | 6-3 6-3           |
| 14. | 31 января 2015   | Открытый чемпионат Австралии     | Хард        | Луция Шафаржова     | Чжань Юнжань Чжэн Цзе               | 6-4 7-6(5)        |
| 15. | 26 апреля 2015   | Штутгарт, Германия (2)           | Грунт (зал) | Луция Шафаржова     | Каролин Гарсия Катарина Среботник   | 6-4 6-3           |
| 16. | 7 июня 2015      | Открытый чемпионат Франции       | Грунт       | Луция Шафаржова     | Кейси Деллакква Ярослава Шведова    | 3-6 6-4 6-2       |
| 17. | 16 августа 2015  | Торонто, Канада                  | Хард        | Луция Шафаржова     | Каролин Гарсия Катарина Среботник   | 6-1 6-2           |
| 18. | 20 марта 2016    | Индиан-Уэлс, США                 | Хард        | Коко Вандевеге      | Юлия Гёргес Каролина Плишкова       | 4-6 6-4 [10-6]    |
| 19. | 3 апреля 2016    | Майами, США                      | Хард        | Луция Шафаржова     | Тимея Бабош Ярослава Шведова        | 6-3 6-4           |
| 20. | 11 сентября 2016 | Открытый чемпионат США           | Хард        | Луция Шафаржова     | Каролин Гарсия Кристина Младенович  | 2-6 7-6(5) 6-4    |
| 21. | 1 октября 2016   | Ухань, Китай                     | Хард        | Луция Шафаржова     | Саня Мирза Барбора Стрыцова         | 6-1 6-4           |
| 22. | 9 октября 2016   | Пекин, Китай                     | Хард        | Луция Шафаржова     | Каролин Гарсия Кристина Младенович  | 6-4 6-4           |
| 23. | 7 января 2017    | Брисбен, Австралия (2)           | Хард        | Саня Мирза          | Елена Веснина Екатерина Макарова    | 6-2 6-3           |
| 24. | 27 января 2017   | Открытый чемпионат Австралии (2) | Хард        | Луция Шафаржова     | Андреа Главачкова Пэн Шуай          | 6-7(4) 6-3 6-3    |
| 25. | 9 апреля 2017    | Чарлстон, США (2)                | Грунт       | Луция Шафаржова     | Луция Градецкая Катерина Синякова   | 6-1 4-6 [10-7]    |
| 26. | 11 июня 2017     | Открытый чемпионат Франции (2)   | Грунт       | Луция Шафаржова     | Эшли Барти Кейси Деллакква          | 6-2 6-1           |
| 27. | 6 октября 2019   | Пекин, Китай (2)                 | Хард        | София Кенин         | Елена Остапенко Даяна Ястремская    | 6-3 6-7(5) [10-7] |
| 28. | 15 октября 2023  | Сеул, Южная Корея                | Хард        | Мария Боузкова      | Луксика Кумкхум Пеангтарн Плипыч    | 6-2 6-1           |
| 29. | 11 февраля 2024  | Абу-Даби, ОАЭ                    | Хард        | София Кенин         | Линда Носкова Хезер Уотсон          | 6-4 7-6(4)        |
| 30. | 31 марта 2024    | Майами, США (2)                  | Хард        | София Кенин         | Габриэла Дабровски Эрин Рутлифф     | 4-6 7-6(5) [11-9] |

#### Поражения (19)
| №   | Дата             | Турнир                     | Покрытие    | Партнёрша                  | Соперницы в финале                   | Счёт              |
| 1.  | 14 августа 2005  | Лос-Анджелес, США          | Хард        | Анджела Хейнс              | Елена Дементьева Флавия Пеннетта     | 2-6 4-6           |
| 2.  | 14 мая 2006      | Прага, Чехия               | Грунт       | Эшли Харклроуд             | Марион Бартоли Шахар Пеер            | 4-6 4-6           |
| 3.  | 21 мая 2006      | Рабат, Марокко             | Грунт       | Эшли Харклроуд             | Чжэн Цзе Янь Цзы                     | 1-6 3-6           |
| 4.  | 20 февраля 2010  | Мемфис, США                | Хард (зал)  | Меганн Шонесси             | Ваня Кинг Михаэлла Крайчек           | 5-7 2-6           |
| 5.  | 13 июня 2010     | Бирмингем, Великобритания  | Трава       | Лизель Хубер               | Кара Блэк Лиза Реймонд               | 3-6 2-3 — отказ   |
| 6.  | 28 августа 2010  | Нью-Хейвен, США            | Хард        | Меганн Шонесси             | Квета Пешке Катарина Среботник       | 5-7 0-6           |
| 7.  | 19 сентября 2010 | Квебек, Канада             | Хард (зал)  | Барбора Заглавова-Стрыцова | София Арвидссон Юханна Ларссон       | 1-6 6-2 [6-10]    |
| 8.  | 19 марта 2011    | Индиан-Уэлс, США           | Хард        | Меганн Шонесси             | Елена Веснина Саня Мирза             | 0-6 5-7           |
| 9.  | 10 апреля 2011   | Чарлстон, США              | Грунт       | Меганн Шонесси             | Елена Веснина Саня Мирза             | 4-6 4-6           |
| 10. | 28 апреля 2013   | Штутгарт, Германия         | Грунт (зал) | Саня Мирза                 | Мона Бартель Сабина Лисицки          | 4-6 5-7           |
| 11. | 10 апреля 2016   | Чарлстон, США (2)          | Грунт       | Луция Шафаржова            | Каролин Гарсия Кристина Младенович   | 2-6 5-7           |
| 12. | 30 октября 2016  | Финал тура WTA             | Хард (зал)  | Луция Шафаржова            | Елена Веснина Екатерина Макарова     | 6-7(5) 3-6        |
| 13. | 29 июня 2019     | Истборн, Великобритания    | Трава       | Кирстен Флипкенс           | Чжань Хаоцин Чжань Юнжань            | 6-2 3-6 [6-10]    |
| 14. | 20 октября 2019  | Москва, Россия             | Хард (зал)  | Кирстен Флипкенс           | Сюко Аояма Эна Сибахара              | 2-6 1-6           |
| 15. | 25 апреля 2021   | Штутгарт, Германия (2)     | Грунт       | Дезире Кравчик             | Эшли Барти Дженнифер Брэди           | 4-6 7-5 [5-10]    |
| 16. | 13 июня 2021     | Открытый чемпионат Франции | Грунт       | Ига Свёнтек                | Барбора Крейчикова Катерина Синякова | 4-6 2-6           |
| 17. | 8 января 2023    | Окленд, Новая Зеландия     | Хард        | Лейла Фернандес            | Мию Като Алдила Сутджиади            | 6-1 5-7 [4-10]    |
| 18. | 7 января 2024    | Окленд, Новая Зеландия (2) | Хард        | Мария Боузкова             | Виктория Грунчакова Анна Данилина    | 3-6 7-6(5) [8-10] |
| 19. | 26 июля 2024     | Прага, Чехия               | Грунт       | Луция Шафаржова            | Барбора Крейчикова Катерина Синякова | 3-6 3-6           |

### Финалы турнировITFв парном разряде (8)

#### Победы (3)
| №  | Дата           | Турнир            | Покрытие | Партнёрша     | Соперницы в финале               | Счёт        |
| 1. | 26 января 2003 | Фаллертон, США    | Хард     | Шенай Перри   | Ануска ван Эксель Элизабет Шмидт | 6-3 6-2     |
| 2. | 18 мая 2003    | Шарлоттсвилл, США | Грунт    | Лилия Остерло | Кристина Виллер Джулия Дитти     | 7-5 6-1     |
| 3. | 5 октября 2003 | Трой, США         | Хард     | Шенай Перри   | Линдсей Ли-Уотерс Петра Рампре   | 6-2 2-6 6-4 |

#### Поражения (5)
| №  | Дата            | Турнир                   | Покрытие   | Партнёрша      | Соперницы в финале                | Счёт            |
| 1. | 9 февраля 2003  | Мидленд, США             | Хард (зал) | Шенай Перри    | Абигейл Спирс Терин Эшли          | 1-6 6-4 4-6     |
| 2. | 8 июня 2003     | Сербитон, Великобритания | Трава      | Лилия Остерло  | Синобу Асагоэ Нана Мияги          | 6-7(11) 6-3 4-6 |
| 3. | 3 октября 2004  | Трой, США                | Хард       | Шенай Перри    | Лора Гренвилл Терин Эшли          | 6-2 0-3 — отказ |
| 4. | 23 октября 2005 | Хьюстон, США             | Хард       | Анджела Хейнс  | Ракель Копс-Джонс Кристина Фузано | 4-6 3-6         |
| 5. | 13 ноября 2005  | Питтсбург, США           | Хард (зал) | Эшли Харклроуд | Карли Галликсон Терин Эшли        | 1-6 0-6         |

### Финалы турниров Большого шлема в смешанном парном разряде (6)

#### Победы (4)
| №  | Год  | Турнир                       | Покрытие | Партнёр       | Соперники в финале                | Счёт           |
| 1. | 2012 | Открытый чемпионат Австралии | Хард     | Хория Текэу   | Елена Веснина Леандер Паес        | 6-3 5-7 [10-3] |
| 2. | 2015 | Открытый чемпионат Франции   | Грунт    | Майк Брайан   | Луция Градецкая Марцин Матковский | 7-6(3) 6-1     |
| 3. | 2018 | Открытый чемпионат США       | Хард     | Джейми Маррей | Алиция Росольская Никола Мектич   | 2-6 6-3 [11-9] |
| 4. | 2019 | Открытый чемпионат США (2)   | Хард     | Джейми Маррей | Чжань Хаоцин Майкл Винус          | 6-2 6-3        |

#### Поражения (2)
| №  | Год  | Турнир                       | Покрытие | Партнёр       | Соперники в финале               | Счёт           |
| 1. | 2015 | Открытый чемпионат США       | Хард     | Сэм Куэрри    | Мартина Хингис Леандер Паес      | 4-6 6-3 [7-10] |
| 2. | 2020 | Открытый чемпионат Австралии | Хард     | Джейми Маррей | Барбора Крейчикова Никола Мектич | 7-5 4-6 [1-10] |

### Финалы Олимпийских турниров в смешанном парном разряде (1)

#### Победы (1)
| №  | Год  | Турнир                   | Покрытие | Партнёр  | Соперники в финале       | Счёт              |
| 1. | 2016 | Рио-де-Жанейро, Бразилия | Хард     | Джек Сок | Винус Уильямс Раджив Рам | 6-7(3) 6-1 [10-7] |

### Финалы показательных турниров в смешанном парном разряде (1)

#### Поражение (1)
| №  | Год  | Турнир           | Покрытие | Партнёр    | Соперники в финале           | Счёт              |
| 1. | 2025 | Индиан-Уэлс, США | Хард     | Мате Павич | Сара Эррани Андреа Вавассори | 7-6(3) 3-6 [8-10] |

### Финалы командных турниров (4)

#### Победы (2)
| №  | Год  | Турнир          | Команда                         | Соперник в финале                | Счёт |
| 1. | 2011 | Кубок Хопмана   | США · Б.Маттек-Сандс, Дж. Изнер | Бельгия · Ж.Энен,Р.Бемельманс    | 2-1  |
| 2. | 2017 | Кубок Федерации | США Не играла в финале          | Беларусь А.Саснович, А.Соболенко | 3-2  |

#### Поражения (2)
| №  | Год  | Турнир              | Команда                                 | Соперник в финале                             | Счёт |
| 1. | 2009 | Кубок Федерации     | США не играла в финале                  | Италия Ф.Пеннетта,Ф.Скьявоне,Р.Винчи,С.Эррани | 0-4  |
| 2. | 2010 | Кубок Федерации (2) | США К.Вандевеге, М.Уден, Б.Маттек-Сандс | Италия Ф.Пеннетта, Ф.Скьявоне                 | 1-3  |

## История выступлений на турнирах
По состоянию на 6 февраля 2024 года
Для того, чтобы предотвратить неразбериху и удваивание счета, информация в этой таблице корректируется только по окончании участия там данного игрока.
| Турнир                       | 2000  | 2001  | 2002  | 2003  | 2004  | 2005  | 2006  | 2007  | 2008  | 2009  | 2010  | 2011  | 2012  | 2013  | 2014  | 2015  | 2016  | 2017  | 2018  | 2019  | Итог   | В/П за карьеру |
| ---------------------------- | ----- | ----- | ----- | ----- | ----- | ----- | ----- | ----- | ----- | ----- | ----- | ----- | ----- | ----- | ----- | ----- | ----- | ----- | ----- | ----- | ------ | -------------- |
| Турниры Большого шлема       |       |       |       |       |       |       |       |       |       |       |       |       |       |       |       |       |       |       |       |       |        |                |
| Открытый чемпионат Австралии | -     | -     | -     | -     | К     | -     | К     | К     | К     | -     | К     | 1Р    | 1Р    | К     | 1Р    | 3Р    | 1Р    | К     | -     | 1Р    | 0 / 6  | 2-6            |
| Открытый чемпионат Франции   | -     | -     | -     | -     | К     | К     | 1Р    | К     | 2Р    | 1Р    | 2Р    | 3Р    | 2Р    | 4Р    | -     | 1Р    | 1Р    | 3Р    | 2Р    | -     | 0 / 11 | 11-11          |
| Уимблдонский турнир          | -     | -     | -     | К     | К     | -     | 1Р    | 2Р    | 4Р    | 1Р    | 1Р    | 1Р    | -     | 1Р    | -     | 3Р    | 1Р    | 2Р    | -     | -     | 0 / 10 | 7-10           |
| Открытый чемпионат США       | К     | 1Р    | 1Р    | 1Р    | 1Р    | 1Р    | 1Р    | 2Р    | 2Р    | 2Р    | 2Р    | 1Р    | 1Р    | 2Р    | -     | 3Р    | 1Р    | -     | К     | К     | 0 / 15 | 7-15           |
| Итог                         | 0 / 0 | 0 / 1 | 0 / 1 | 0 / 1 | 0 / 1 | 0 / 1 | 0 / 3 | 0 / 2 | 0 / 3 | 0 / 3 | 0 / 3 | 0 / 4 | 0 / 3 | 0 / 3 | 0 / 1 | 0 / 4 | 0 / 4 | 0 / 2 | 0 / 1 | 0 / 1 | 0 / 42 |                |
| В/П в сезоне                 | 0-0   | 0-1   | 0-1   | 0-1   | 0-1   | 0-1   | 0-3   | 2-2   | 5-3   | 1-3   | 2-3   | 2-4   | 1-3   | 4-3   | 0-1   | 6-4   | 0-4   | 3-2   | 1-1   | 0-1   |        | 27-42          |

К — проигрыш в квалификационном турнире.
| Турнир                       | 2000  | 2001          | 2002          | 2003          | 2004  | 2005          | 2006          | 2007          | 2008  | 2009          | 2010          | 2011          | 2012  | 2013          | 2015          | 2016  | 2017          | 2018          | 2019          | 2020          | 2021  | 2023  | 2024  | Итог   | В/П за карьеру |
| ---------------------------- | ----- | ------------- | ------------- | ------------- | ----- | ------------- | ------------- | ------------- | ----- | ------------- | ------------- | ------------- | ----- | ------------- | ------------- | ----- | ------------- | ------------- | ------------- | ------------- | ----- | ----- | ----- | ------ | -------------- |
| Турниры Большого шлема       |       |               |               |               |       |               |               |               |       |               |               |               |       |               |               |       |               |               |               |               |       |       |       |        |                |
| Открытый чемпионат Австралии | -     | -             | -             | -             | 2Р    | -             | -             | 2Р            | 3Р    | -             | 1/4           | 1/4           | 3Р    | 1Р            | П             | 2Р    | П             | -             | 1Р            | 3Р            | 2Р    | 1Р    | 1Р    | 2 / 15 | 27-13          |
| Открытый чемпионат Франции   | -     | -             | -             | -             | 3Р    | -             | 1Р            | 1Р            | 2Р    | 1/4           | 3Р            | 2Р            | 1Р    | 3Р            | П             | 1Р    | П             | 2Р            | -             | 1/4           | Ф     | 1Р    |       | 2 / 16 | 32-14          |
| Уимблдонский турнир          | -     | -             | -             | -             | 2Р    | -             | 2Р            | 2Р            | 1/4   | 3Р            | 1/2           | 2Р            | 3Р    | -             | 1/4           | 1Р    | 2Р            | 1/4           | 1/4           | НП            | 2Р    | -     |       | 0 / 14 | 25-13          |
| Открытый чемпионат США       | К     | 1Р            | 1Р            | 2Р            | 1Р    | 1Р            | 3Р            | 1/4           | -     | 1/4           | 1/4           | 3Р            | 3Р    | -             | -             | П     | -             | 2Р            | 1Р            | 1Р            | 3Р    | 2Р    |       | 1 / 17 | 26-16          |
| Итог                         | 0 / 0 | 0 / 1         | 0 / 1         | 0 / 1         | 0 / 4 | 0 / 1         | 0 / 3         | 0 / 4         | 0 / 3 | 0 / 3         | 0 / 4         | 0 / 4         | 0 / 4 | 0 / 2         | 2 / 3         | 1 / 4 | 2 / 3         | 0 / 3         | 0 / 3         | 0 / 3         | 0 / 4 | 0 / 3 | 0 / 1 | 5 / 62 |                |
| В/П в сезоне                 | 0-0   | 0-1           | 0-1           | 1-1           | 4-4   | 0-1           | 3-3           | 5-4           | 6-3   | 8-3           | 12-4          | 7-4           | 6-4   | 2-2           | 15-1          | 7-3   | 12-0          | 5-3           | 2-3           | 5-3           | 9-4   | 1-3   | 0-1   |        | 110-56         |
| Итоговые турниры             |       |               |               |               |       |               |               |               |       |               |               |               |       |               |               |       |               |               |               |               |       |       |       |        |                |
| Итоговый турнир WTA          | -     | -             | -             | -             | -     | -             | -             | -             | -     | -             | -             | -             | -     | -             | Группа        | Ф     | -             | -             | -             | НП            | -     | -     |       | 0 / 2  | 3-3            |
| Олимпийские игры             |       |               |               |               |       |               |               |               |       |               |               |               |       |               |               |       |               |               |               |               |       |       |       |        |                |
| Летняя олимпиада             | -     | Не проводился | Не проводился | Не проводился | -     | Не проводился | Не проводился | Не проводился | -     | Не проводился | Не проводился | Не проводился | -     | Не проводился | Не проводился | 2Р    | Не проводился | Не проводился | Не проводился | Не проводился | 1/4   | НП    |       | 0 / 2  | 3-2            |

К — начала турнир с квалификации.
| Турнир                       | 2006          | 2008          | 2009          | 2010          | 2011          | 2012  | 2013          | 2015          | 2016  | 2017          | 2018          | 2019          | 2020          | 2021  | 2023  | 2024  | Итог   | В/П за карьеру |
| ---------------------------- | ------------- | ------------- | ------------- | ------------- | ------------- | ----- | ------------- | ------------- | ----- | ------------- | ------------- | ------------- | ------------- | ----- | ----- | ----- | ------ | -------------- |
| Турниры Большого шлема       |               |               |               |               |               |       |               |               |       |               |               |               |               |       |       |       |        |                |
| Открытый чемпионат Австралии | -             | 1Р            | -             | 2Р            | 1/2           | П     | 1P            | -             | 1/4   | 1/4           | -             | 1/4           | Ф             | 2Р    | 2Р    | 1Р    | 1 / 12 | 21-10          |
| Открытый чемпионат Франции   | -             | 2Р            | 1Р            | 1Р            | -             | 2Р    | -             | П             | -     | 1Р            | -             | -             | НП            | 1Р    | 2Р    |       | 1 / 8  | 8-7            |
| Уимблдонский турнир          | 2Р            | 1Р            | 3Р            | 3Р            | -             | 1Р    | -             | 1/2           | -     | -             | 2Р            | 2Р            | НП            | 3Р    | -     |       | 0 / 9  | 9-7            |
| Открытый чемпионат США       | -             | -             | 1/4           | 1/2           | -             | 1Р    | -             | Ф             | -     | -             | П             | П             | НП            | 1Р    | 2Р    |       | 1 / 7  | 20-6           |
| Итог                         | 0 / 1         | 0 / 3         | 0 / 3         | 0 / 4         | 0 / 1         | 1 / 4 | 0 / 1         | 1 / 3         | 0 / 1 | 0 / 2         | 1 / 2         | 0 / 1         | 0 / 1         | 0 / 4 | 0 / 3 | 0 / 1 | 3 / 34 |                |
| В/П в сезоне                 | 1-1           | 1-3           | 3-3           | 5-4           | 3-1           | 6-3   | 0-1           | 12-2          | 2-1   | 2-1           | 6-0           | 8-2           | 4-1           | 2-3   | 3-3   | 0-1   |        | 58-30          |
| Олимпийские игры             |               |               |               |               |               |       |               |               |       |               |               |               |               |       |       |       |        |                |
| Летняя олимпиада             | Не проводился | Не проводился | Не проводился | Не проводился | Не проводился | -     | Не проводился | Не проводился | П     | Не проводился | Не проводился | Не проводился | Не проводился | 1Р    | НП    |       | 1 / 2  | 4-1            |

## История результатов матчей на выигранных турнирах Большого шлема (с Луцией Шафаржовой)
Открытый чемпионат Австралии-2015
| Стадия  | Соперницы (посев)                     | Рейтинг | Счёт           |
| 1 раунд | Татьяна Мария Йоана Ралука Олару (PR) | 95 / 54 | 6-3 6-2        |
| 2 раунд | Тимея Бабош Кристина Младенович (10)  | 21 / 18 | 4-6 7-6(2) 6-4 |
| 3 раунд | Каролин Гарсия Катарина Среботник (7) | 24 / 11 | 3-6 6-2 6-2    |
| 1/4     | Елена Веснина Екатерина Макарова (3)  | 7 / 7   | 7-6(5) 4-6 6-2 |
| 1/2     | Юлия Гёргес Анна-Лена Грёнефельд (16) | 40 / 33 | 6-0 — отказ    |
| Финал   | Чжань Юнжань Чжэн Цзе (14)            | 34 / 30 | 6-4 7-6(5)     |

Открытый чемпионат Франции-2015
| Стадия  | Соперницы (посев)                     | Рейтинг   | Счёт        |
| 1 раунд | Ирина Рамьялизон Констанс Сибиль (WC) | 269 / 367 | 6-1 7-6(1)  |
| 2 раунд | Варвара Лепченко Чжэн Сайсай          | 194 / 87  | 6-3 6-2     |
| 3 раунд | Белинда Бенчич Катерина Синякова      | 139 / 59  | 6-4 6-3     |
| 1/4     | Саня Мирза Мартина Хингис (1)         | 1 / 2     | 7-5 6-2     |
| 1/2     | Андреа Главачкова Луция Градецкая (9) | 17 / 28   | 6-2 5-7 6-4 |
| Финал   | Кейси Деллакква Ярослава Шведова (12) | 24 / 34   | 3-6 6-4 6-2 |

Открытый чемпионат США-2016
| Стадия  | Соперницы (посев)                      | Рейтинг  | Счёт           |
| 1 раунд | Сюко Аояма Макото Ниномия              | 58 / 80  | 6-4 6-2        |
| 2 раунд | Лара Арруабаррена Ольга Савчук         | 41 / 57  | 6-4 6-1        |
| 3 раунд | Юлия Гёргес Каролина Плишкова (8)      | 14 / 12  | 2-6 7-5 6-3    |
| 1/4     | Эйжа Мухаммад Тейлор Таунсенд (WC)     | 72 / 105 | 6-1 6-2        |
| 1/2     | Елена Веснина Екатерина Макарова (5)   | 6 / 13   | 6-2 7-6(4)     |
| Финал   | Каролин Гарсия Кристина Младенович (1) | 3 / 4    | 2-6 7-6(5) 6-4 |

Открытый чемпионат Австралии-2017
| Стадия  | Соперницы (посев)                  | Рейтинг  | Счёт           |
| 1 раунд | Николь Гиббс Чжуан Цзяжун          | 149 / 47 | 6-1 7-5        |
| 2 раунд | Кирстен Флипкенс Сара Эррани       | 79 / 44  | Без игры       |
| 3 раунд | Тимея Бабош Анастасия Павлюченкова | 10 / 75  | 6-3 6-4        |
| 1/4     | Ракель Атаво Сюй Ифань (11)        | 21 / 22  | 6-1 6-1        |
| 1/2     | Мию Като Эри Ходзуми               | 54 / 51  | 6-2 4-6 6-4    |
| Финал   | Андреа Главачкова Пэн Шуай (12)    | 9 / 41   | 6-7(4) 6-3 6-3 |

Открытый чемпионат Франции-2017
| Стадия  | Соперницы (посев)                           | Рейтинг    | Счёт           |
| 1 раунд | Ализе Корне Элизе Мертенс                   | 172 / 74   | 6-1 6-2        |
| 2 раунд | Александра Крунич Айла Томлянович (PR)      | 50 / 1 117 | 6-7(3) 6-4 6-4 |
| 3 раунд | Светлана Кузнецова Кристина Младенович (14) | 59 / 5     | 6-4 6-2        |
| 1/4     | Франческа Скьявоне Кирстен Флипкенс         | - / 70     | 6-2 6-4        |
| 1/2     | Мартина Хингис Чжань Юнжань (3)             | 6 / 9      | 6-4 6-2        |
| Финал   | Эшли Барти Кейси Деллакква                  | 68 / 71    | 6-2 6-1        |